# Associazione Calcio Legnano
La Associazione Calcio Legnano es un club de fútbol de Italia, con sede en Legnano, en Lombardía. Fue fundado en 1913 y refundado en 2011. Compite en la Eccellenza Lombardia, quinta categoría del fútbol italiano.

## Palmarés

### Torneos interregionales
- Serie C2 (2): 1982-83 (Grupo B), 2006-07 (Grupo A)
- Campionato Nazionale Dilettanti (1): 1992-93 (Grupo A)
- Serie D (1): 1999-00 (Grupo B)

### Torneos regionales
- Prima Categoria Lombardia (1): 2011-12 (Grupo N)
- Promozione Lombardia (1): 2012-13 (Grupo A)